# Liste von Energydrinks
Diese Liste von Energydrinks erhebt keinen Anspruch auf Vollständigkeit. Sie enthält einige Kaffeevarianten und Soft Drinks, wie etwa Coca-Cola und Pepsi zum Gesamtvergleich. Die Coffein-Konzentration in den verschiedenen Kaffee- und Teevarianten hängt von unterschiedlichen Faktoren, unter anderem der Kaffeebohnen-Röstung, ab.

## Vergleich mit anderen Getränken
| Getränke              | Coffein (mg/l) | Coffein (mg/fl oz) | entspricht [Milligramm]  |
| --------------------- | -------------- | ------------------ | ------------------------ |
| Coca-Cola Classic     | 100,05         | 2,875              | 23 mg (237 ml)           |
| Cola                  | 95–250         | 2,8–37,4           | 34–89 mg (355 ml)        |
| Cola light            | 110–141        | 3,25–4,16          | 39–50 mg (355 ml)        |
| Kaffee, selbstgebrüht | 230–580        | 7–16               | 56–128 mg (237 ml/1 cup) |
| Instant-Kaffee        | 300–467        | 9–14               | 71–111 mg (237 ml/1 cup) |
| Espresso              | 600–1700       | 20–50              | 36–102 mg (59,15 ml)     |
| Pepsi                 | 104            | 3,08               | 25 mg (237 ml)           |
| Club-Mate             | 200            | 5,91               | 100 mg (500 ml)          |
| Tee                   | 169–211        | 5–6,33             | 40–50 mg (237 ml)        |

## Liste
| Energydrink                           | Koffein (mg/l) | Koffein (mg/fl oz) | Koffein pro Dose/Flasche          | Hinweise |
| ------------------------------------- | -------------- | ------------------ | --------------------------------- | --- |
| 180                                   | 365,5          | 10,98              | 130 mg (400 ml)                   | |
| 28 Black                              | 320            | 9,47               | 80 mg (250 ml)                    | Infos von einer 28 Black Acai Dose.                                                                              |
| 5-hour Energy                         | 1352,49        | 40                 | 80 mg (59,15 ml)                  | Aufdruck „Enthält etwa so viel Coffein wie eine Tasse Kaffee“.                                                   |
| Acáo                                  | 250            | 7,4                | 62,5 mg (250 ml)                  | |
| Action                                | 315            |                    | 78,75                             | |
| AMP Energy                            | 298            | 8,93               | 71 mg (237 ml)                    | |
| Bacchus-F                             | 303            | 9,1                | 30 mg (100 ml)                    | |
| Battery                               | 320            | 9,5                | 105 mg (330 ml)                   | |
| Battery energy shot                   | 1500           | 44,4               | 90 mg (60 ml)                     | |
| Bawls                                 | 223            | 6,70               | 56 mg (250 ml)                    | |
| Boo Koo                               | 507            | 15,00              | 360 mg (710 ml)                   | |
| Booster (D)                           | 320            | 9,5                | 480 mg (1500 ml)                  | |
| Bullit                                | 320            | 9,5                | 160 mg (500 ml)                   | |
| Burn                                  | 320            | 9,6                | 80 mg (1500 ml)                   | |
| Cintron                               | 422,83         | 12,5               | 200 mg (473 ml)                   | |
| Coca-Cola Blāk                        | 194,43         | 5,75               | 46 mg (237 ml)                    | |
| Cocaine Energy Drink                  | 1120           | 33,14              | 280 mg (250 ml)                   | |
| Coca-Cola Energy Drink                | 320            | 9,5                | 80 mg (250 ml)                    | |
| Cofain 699                            | 699            | 20,67              | 175 mg (250 ml)                   | |
| Crazy Wolf                            | 300            | 8,87               | 75 (250 ml)                       | Hergestellt durch Krynica Vitamin S.A. (Polen), Vertrieb durch Kaufland                                          |
| Crunk Energy Drink                    | 421,94         | 12,5               | 100 mg (237 ml)                   | |
| Cube                                  | 320            | 9,46               | 80 mg (250 ml)                    | |
| Daisho Bio Energy                     | 320            | 9,5                | 80 mg (250 ml) / 160 mg (500 ml)  | Bio-Energy; Tigerschutzprojekt                                                                                   |
| Effect Energy                         | 320            | 9,6                | 80 mg (250 ml)                    | |
| Emerge Stimulation Drink              | 300            | 8,87               | 75 mg (250 ml)                    | |
| Energy-Vielfalt                       | 334            | 9,88               | 83 mg (330 ml)                    | |
| Enviga                                | 282            | 8,3                | 100 mg (355 ml)                   | |
| Flying Horse                          | 320            | 9,46               | 80mg (250ml), 160mg (500ml)       | Nach Red-Bull der zweite Energydrink auf dem Deutschen Markt                                                     |
| Flying Power                          | 320            | 9,46               | 80 mg (250 ml)/105,6 mg (330 ml)  | |
| Full Throttle                         | 304            | 9                  | 72 mg (237 ml)                    | |
| Ge-man                                | 82             | 79                 | mg (250 ml)2                      | Energydrink mit Extrakten von Guarana, Maca, Schisandra, Damiana und Moringa                                     |
| Glacéau VitaminEnergy                 | 317            | 9,375              | 150 mg (437 ml)                   | |
| Go Fast                               | 320            | 9,47               | 80 mg (250 ml)                    | |
| GREENUP                               | 320            |                    | 32 mg (100 ml)                    | |
| Hot Blood                             | 320            |                    | 32 mg (100 ml)                    | |
| Hurricane Energy                      | 320            | 9,46               | 80 mg (250 ml)                    | |
| Hustler                               | 240            | 4,06               | 120 mg (500 ml)                   | |
| Hype Energy                           | 320            | 10,82              | 160 mg (500 ml)                   | |
| Irn-Bru 32                            | 320            | 9,47               | 32 mg (100 ml) / 80 mg (250 ml)   | |
| Jolt Cola                             | 201            | 5,96               | 140 mg (695 ml)                   | |
| K1X Energy Drink                      | 300            | 8,89               | 75 mg (250 ml)                    | |
| Koblenzer Energy                      | 200            | 5,91               | 50 mg (250 ml)                    | |
| Koks Energy                           | 320            | 9,47               | 80 mg (250 ml)                    | Energydrink mit Traubenzucker und Zitronengeschmack.                                                             |
| Kore                                  | 400            | 11,83              | 100 mg (250 ml)                   | |
| Lucozade Alert                        | 320            | 9,51               | 80 mg (250 ml)                    | |
| Lucozade Sport with Caffeine Boost    | 160            | 4,73               | 16 mg (100 ml)                    | |
| Loveergy                              | 320            | 9,45               | 32 mg (100 ml)                    | Energydrink mit Traubenzucker und normalem Zucker.                                                               |
| Mad Dog Energy Lemonade               | 320            | 9,64               | 80 mg (250 ml)                    | Starker Energydrink mit Limonadengeschmack                                                                       |
| Magic Man                             | 320            | 9,5                | 160 mg (500 ml)                   | |
| Monster                               | 338            | 10                 | 80 mg (8 fl oz)                   | |
| Mother                                | 424            | 12                 | 106 mg (250 ml) / 108 mg (355 ml) | |
| Mountain Dew MDX                      | 198,6          | 5,88               | 47 mg (237 ml)                    | Mountain Dew |
| NOS                                   | 542            | 16,25              | 130 mg (240 ml)                   | |
| Oho Energy Drink                      | 320            | 9,46               | 80 mg (250 ml)                    | |
| Pepsi Max                             | 194,43         | 5,75               | 46 mg (237 ml)                    | |
| Power Horse                           | 320            | 9,46               | 80 mg (250 ml)                    | |
| Powerking                             | 320            | 9,46               | 80 mg (250 ml)                    | |
| Pure!                                 | 333            | 9,88               | 100 mg (300 ml)                   | Enthält Apfel, Kirsche, Erdbeere, Zitrone und Guaraná                                                            |
| Race                                  | 320            | 9,09               | 480 mg (1500 ml)                  | 1,5 Liter Flasche                                                                                                |
| Raubtierbrause                        | 315            | 9,37               | 78,75 mg (250 ml)                 | |
| REALMIX                               | 300            | 8,88               | 75 mg (250 ml)                    | Besteht aus Guarana und Grüntee-Extrakt. Enthält kein Taurin. Wird in 250-ml-Dosen verkauft.                     |
| Red Bull                              | 320            | 9,46               | 80 mg (250 ml)                    | |
| Red Eye                               | 321,21         | 9,50               | 106 mg (330 ml)                   | |
| Red Rooster                           | 300            | 8,88               | 30 mg (100 ml)                    | |
| Red Thunder                           | 300            | 8,88               | 75 mg (250 ml)                    | Koffeingehalt mit 0,03 % angegeben                                                                               |
| Redline                               | 937,5          | 31,25              | 125 mg (120 ml)                   | |
| Relentless                            | 321            | 9,64               | 160 mg (500 ml)                   | |
| Reload                                | 394            | 11,8               | 130 mg (330 ml)                   | |
| Rip It                                | 431,3          | 12,75              | 102 mg (240 ml)                   | |
| Rockstar Energy Drink                 | 337,55         | 10                 | 80 mg (237 ml)                    | 2000 mg Taurin (480 ml)                                                                                          |
| Semtex                                | 320            | 9,47               | 80 mg (250 ml)                    | |
| Shark Stimulation                     | 320            | 9,47               | 32 mg (100 ml)                    | |
| Snake Energy                          | 320            | 9,47               | 80 mg (250 ml)                    | |
| SoBe Adrenaline Rush                  | 312            | 9,23               | 78 mg (250 ml)                    | |
| Sparks (contains 6 % ABV)             | 185            | 5,44               | 87 mg (480 ml)                    | |
| Speedstar                             | 320            |                    | 80 (250 ml)                       | Hergestellt durch HELL ENERGY Magyarorszag Kft. (Ungarn), Vertrieb durch NORMA                                   |
| Spezi Energy                          | 300            | 0,88               | 99 (330 ml)                       | Taurin: 21mg/100ml - 69mg/Dose oder Flasche                                                                      |
| Spike Shooter                         | 1200           | 35,71              | 300 mg (250 ml)                   | |
| Tab Energy                            | 304            | 9,0                | 72 mg (237 ml)                    | |
| Tantrum                               | 320            |                    | 32 mg (100 ml)                    | |
| TiiXX                                 | 300            | 8,87               | 30 mg (250 ml)                    | Natürliches Koffein aus Kaffeebohne, Tee und Guarana                                                             |
| Urge Intense                          | 150            |                    | 75                                | |
| Verve!                                | 287            | 8,61               | 31 mg (100 ml)                    | |
| Vault                                 | 196            | 5,88               | 47 mg (237 ml)                    | |
| Vita Energy                           | 320            | 9,46               | 105,6 mg (330 ml)                 | 5 verschiedene Sorten (Rote Traube/Acai, Pfirsich/Passionsfrucht, Mango/Orange, Waldbeere/Aronia und Kiwi/Apfel) |
| Volt Power Cola                       | 320            |                    | 160 mg (500 ml)                   | |
| Wired Energy Drink / Wired Sugar Free | 198,73         | 5,875              | 94 mg (473 ml)                    | |